# 横浜市神奈川公会堂
横浜市神奈川公会堂（よこはましかながわこうかいどう）は横浜市神奈川区にある多目的ホール。横浜市が設置し、指定管理者が運営している。

## 概要
1978年（昭和53年）4月開館。

## 施設
講堂
716㎡、定員562名（固定席445席、可動席117席（うち車いす用5席）広さ	奥行：8.4間口：最大10.4m）
1号会議室
103.13㎡、定員84名
2号会議室
35.6㎡、定員30名
和室
20畳、定員30名

## 所在地とアクセス
- 神奈川県横浜市神奈川区富家町1-3

鉄道
JR 東神奈川駅／京急 京急東神奈川駅　徒歩4分
東急 東白楽駅　徒歩5分
横浜市営バス
神奈川公会堂入口徒歩4分（31, 36, 38, 39, 82系統）
東神奈川駅西口　徒歩4分（7, 29, 31, 36, 38, 39, 59, 82系統）